# هر جا جز این‌جا (فیلم)
هر جا جز این‌جا (به انگلیسی: Anywhere but Here) فیلمی ۱۰۹ دقیقه‌ای به کارگردانی وین وانگ با بازی سوزان ساراندون محصول کشور ایالات متحده آمریکا است.